# HELP (flumpoolの曲)
「HELP」（ヘルプ）は、flumpoolの楽曲。2019年5月22日に18枚目のシングルとしてA-Sketchから発売された。

## 概要
前作『とうとい』から約1年半ぶりで、flumpool活動再開後初のシングルリリースとなる。
表題曲の歌詞には、活動休止期間に山村が発声障害になった際の葛藤が赤裸々に綴られている。
2019年2月28日にZepp Tokyoにて行われたファンクラブツアー公演にて本作のリリースが発表され、同年5月4日には、リリースに先駆けて表題曲のみが先行配信され、5月23日には、全編屋久島で撮影された表題曲のミュージックビデオが公開された。

## 収録曲
| 全作詞: 山村隆太、全作曲: 阪井一生。 |              |           |            |          |      |
| #                                    | タイトル     | 作詞      | 作曲・編曲 | 編曲     | 時間 |
| 1.                                   | 「HELP」     | 山村隆太  | 阪井一生   | 飛内将大 | 4:46 |
| 2.                                   | 「空の旅路」 | 山村隆太  | 阪井一生   | 飛内将大 | 5:17 |
| 3.                                   | 「HOPE」     | 山村隆太  | 阪井一生   | 本間昭光 | 3:48 |
| 4.                                   | 「つながり」 | 山村隆太  | 阪井一生   | 百田留衣 | 4:14 |
| 合計時間:                            | 合計時間:    | 合計時間: | 18:05      |          |      |

| #  | タイトル              | 作詞 | 作曲・編曲 |
| -- | --------------------- | ---- | ---------- |
| 1. | 「flumpool Re:START」 |      |            |